# Station Cięcina Dolna
Station Cięcina Dolna is een spoorwegstation in de Poolse plaats Cięcina.